# Древни либийци
Либийците (егип. транслит. rbw, rb, rbj, на старогръцки: Λύβιοι, лат. Líbyes) – древно европеоидно население в Северна Африка. Античните автори наричат либийци коренното светлокожо североафриканско население в противоположност на финикийците (пуните), елините и древните египтяни.

## Произход и история
Названието либийци е заимствано и в древноеврейските текстове залегнали в Стария завет и по-точно в Книгата Битие – „lubim“ и „lehabim“. Библейската традиция ги намира за родствени на египтянския хамитски народ, което значи за потомци на Хам. Йосиф Флавий ги нарича потомци на Фут, син на Хам. (Библията не споменава нищо за потомците на Фут). През античността, древните гърци разширявайки експанзията си в Средиземноморието, приемат названието либийци от египтяните (на старогръцки: Λύβιοι), и с което започват да наричат светлокожото автохтонно население на Северна Африка, без египтяните и финикийците и по-точно либофиникийците (включително пуните), т.е. заселилите се в Древна Либия финикийци по време на т.нар. финикийска колонизация.
През античността постепенно етнонима „либийци“ се прехвърля на берберите (на старогръцки: βάρβαροι, лат. barbari). Самоназванието на берберите е амазиг, амахаг (кабилск. Imaziɣen – „човек“), с което са наричат някои северноафрикански племена като част от древните либийци.
Историята на либийците е история на тясно и взаимосвързани контакти, конфликти и взаимопроникване на културата осъществяваща постепенната експанзия на Древен Египет в Северна Африка, последвана от финикийската експанзия с основаването на техните северноафрикански търговски колонии и най-вече на Картаген, последвана от тази на древните гърци. Колониите на елините прерастват в силна държава в Киренайка, последвана от римска окупация и колонизация на цяла Северна Африка. В Римска Северна Африка остават многобройни еврейски общности в Киренайка и Триполитания.